# Centro Atlético Sport Club
El Centro Atlético Sport Club fue un club de fútbol venezolano fundado el 27 de noviembre de 1915. Fue Campeón del fútbol amateur de Venezuela cuatro veces (1922, 1924, 1926 y 1930).

## Historia
En 1915 el Centro Atlético fue fundado en Caracas con el nombre Centro Atletico de Gimnasia y Deportes. El Centro Atlético jugó -empatando 1 a 1- el 7 de enero de 1918 un partido de fútbol -para la Copa Adams- con los Samanes (un equipo que se dedicaba principalmente al béisbol), que es considerado el inicio "real" del fútbol en Caracas.

...para enero de 1918 (los Samanes Baseball & Athletic Club) anunciaban la inauguración de sus campos deportivos en El Paraíso. Con motivo del estreno programaron unos “Juegos Olímpicos” y un partido de fútbol contra el Centro Atlético.....El 27 de enero a las 5:00 pm, ante unas 6.000 personas que abarrotaron la nueva tribuna, así como, con público que rodeaba todo el perímetro de la cancha, más los que observaban desde los automóviles y carruajes en la calle adyacente al campo donde se disputó el encuentro....Por el Centro Atlético se alistaban: Miguel Vicente Pérez, Arturo Hellmund, J. Cabillas, Armado Rivero, E. Pardo, A. Farias, Viggo Neergaard, E. Rivero, A. Rescaniere, Francisco Borras, Alfredo Jurado  y R. Pardo.... A tan solo tres minutos del final, Centro Atlético consigue el empate por intermedio de Alfredo Jurado, al que, al termino  del encuentro sus  compañeros ovacionan y  alzan en hombros. El público satisfecho comienza a abandonar las espaciosas instalaciones del Club....Este fue el primer partido de fútbol que tuvo repercusión en la prensa caraqueña, siendo el inicio real del fútbol en Caracas. Eduardo Sosa

Su primera directiva estuvo conformada por Francisco Borras (presidente), Rafael Rodríguez (secretario), Francisco Martínez (tesorero), José A. Álvarez (inspector), Salvador Miquilarena y Tomás Borrás (vocales). Este equipo jugaba en los terrenos de Sarría, cerca del colegio de Los Salesianos (norte de Caracas). 
Fue campeón de las ligas amateurs en 7 ocasiones (1915, 1917, 1919, 1922, 1924, 1926 y 1930) y subcampeón en 10 oportunidades (1916, 1918, 1920, 1921, 1923, 1927, 1928, 1931, 1936 y 1946). Como todos los equipos nacionales y más de antaño no se sabe mucho más del club, se asume que desapareció al momento de hacerse profesional la liga (1957) ya que no aparece en los registros de allí en adelante.

## Palmarés

### Era amateur
Antecedente a la  Liga Nacional de Futbol: Copa Feria Estudiantil o Escolar (3):  1915,1917,1919
- Primera División de Venezuela (3 Ferias + 4 Ligas) (7): 1922, 1924, 1926 y 1930
- Subcampeón de la Primera División de Venezuela  o Copas de Plata (10): 1916, 1918, 1920/1921, 1923, 1927, 1928, 1931, 1936 y 1946.